# Opisthoscelis pisiformis
Opisthoscelis pisiformis är en insektsart som beskrevs av Walter Wilson Froggatt 1894. Opisthoscelis pisiformis ingår i släktet Opisthoscelis och familjen filtsköldlöss. Inga underarter finns listade i Catalogue of Life.